# Jessica Eye
Jessica Eye (Barberton, 27 luglio 1986) è una lottatrice di arti marziali miste statunitense.
Combatte nella divisione dei pesi mosca (precedentemente nei pesi gallo) per la promozione statunitense UFC.
È stata campionessa di categoria nella promozione Ring of Combat e durante il suo periodo nelle organizzazioni Bellator e NAAFS era considerata una dei pesi mosca più forti del mondo.

## Carriera nelle arti marziali miste

### Dilettantismo
Jessica Eye inizia la sua carriera nelle MMA come lottatrice dilettante nella promozione NAAFS, combattendo incontri nel suo Ohio a partire dal 2008.
In due anni ottiene cinque vittorie consecutive, tra le quali spicca quella contro la futura campionessa Invicta FC Barb Honchak.

### NAAFS e Bellator
Jessica debuttò come professionista sempre nella promozione NAAFS nel giugno 2010, sconfiggendo per KO tecnico Amanda LaVoy (record: 1-0).
Successivamente ottiene un'ulteriore vittoria e nel 2011 combatte per la prima volta per una cintura, in questo caso quella dei pesi mosca dell'organizzazione Ring of Combat, opposta a Ashley Nee (record: 1-1): la Eye vince ancora per KO tecnico e diviene quindi campionessa.
Nel successivo incontro affrontò l'irlandese Aisling Daly in un match valido per il titolo NAAFS: qui Jessica subì la sua prima sconfitta in carriera, venendo sottomessa dall'avversaria nel secondo round.
Dopo quella sconfitta sempre nel 2011 Jessica esordì nella prestigiosa Bellator, vincendo contro Casey Noland (record: 4-4) e replicandosi poi in due successivi incontri per la NAAFS.
Torna in Bellator nel 2012 per affrontare in un rematch Aisling Daly, ma quest'ultima s'infortunò e venne rimpiazzata con Anita Rodriguez (record: 5-2): Jessica ottenne la quarta vittoria consecutiva.
Jessica è inarrestabile anche l'anno successivo e tra NAAFS e Bellator affronta e batte la quotata Angela Magaña (record: 11-4), la campionessa dei pesi paglia Bellator Zoila Frausto Gurgel e l'esperta brasiliana Carina Damm (record: 17-8), dovendo però saltare per infortunio una sfida contro Munah Holland.
Nell'agosto del 2013, quando Eye era tra le prime dei ranking nei pesi mosca, la Bellator decise di risolvere il suo contratto assieme a quello di altre top fighter femmine della compagnia come Jessica Aguilar e Felice Herrig perché la promozione non era più intenzionata ad investire nelle WMMA: "Evil" Eye chiude così la sua avventura in Bellator con un record di tre vittorie e nessuna sconfitta.

### Ultimate Fighting Championship
Verso la fine del 2012 l'UFC, la più prestigiosa organizzazione di arti marziali miste del mondo, decise di inserire la divisione dei pesi gallo femminili sulla scia della grande popolarità acquisita dall'ultima campionessa Strikeforce Ronda Rousey, che fu la prima femmina nella storia dell'UFC ad essere messa sotto contratto come lottatrice.
Jessica Eye firmò un contratto con l'UFC nell'agosto del 2013, benché ciò la vincolasse a dover salire nella categoria dei pesi gallo, dove avrebbe affrontato top fighter più grosse di lei.
Esordì in ottobre sconfiggendo a sorpresa l'ex campionessa dei pesi gallo Strikeforce Sarah Kaufman, ottenendo quindi la vittoria più importante della sua carriera fino a quel momento; qualche mese dopo però la commissione del Texas cambiò il risultato del match in "No Decision" in quanto Jessica venne trovata positiva all'utilizzo di marijuana, sostanza non consentita da regolamento, ma la sospensione non ebbe validità per il successivo incontro programmato per febbraio 2014.
Nel febbraio 2014 affrontò la numero 3 dei ranking UFC Alexis Davis venendo sconfitta per decisione non unanime dei giudici di gara in un incontro equilibrato. A novembre, all'evento UFC 180, affrontò Leslie Smith; dopo una serie di scambi Jessica mandò a segno svariati colpi all'orecchio sinistro della Smith, riuscendo a procuragli un grosso taglio che portarono al distaccamento dell'orecchio stesso; l'arbitro diete quindi la vittoria a Jessica Eye per stop medico.
A luglio affrontò l'ex campionessa dei pesi gallo Strikeforce Miesha Tate, in un match valido come eliminatoria per il titolo dei pesi gallo femminili UFC. La Eye perse l'incontro per decisione unanime.
A ottobre del 2015 affrontò Julianna Peña all'evento UFC 192. Dopo aver perso nettamente il primo round, la Eye riuscì nel secondo ad ottenere una buona posiziona al tappeto, ma verso la fine del round perse la posizione e colpì con una ginocchiata la testa di Pena mentre quest'ultima si trovava al tappeto; l'arbitro decise quindi di penalizzarla con la detrazione di 1 punto. Infine perse l'incontro per decisione unanime.
Il 29 maggio del 2016 affrontò Sara McMann. Dopo un match non molto entusiasmante venne sconfitta per decisione unanime. A settembre invece affrontò la brasiliana Bethe Correia, perdendo anche stavolta per decisione non unanime e inanellò una striscia negativa di quattro sconfitte.
Dopo essersi presa un periodo di stacco di un anno, torna a combattere nel 2018 nella categoria dei pesi mosca mettendo insieme tre vittorie consecutive contro Kalindra Faria, Jessica-Rose Clark e Katlyn Chookagian; l'8 giugno 2019 tenta quindi l'assalto al titolo detenuto da Valentina Schevchenko, ma viene battuta per KO alla seconda ripresa.

## Risultati nelle arti marziali miste
Gli incontri segnati su sfondo grigio si riferiscono ad incontri di esibizione non ufficiali o comunque non validi per essere integrati nel record da professionista.
| Risultato   | Record    | Avversario            | Metodo                                       | Evento                                 | Data              | Round | Tempo | Città                      | Note                                                            |
| ----------- | --------- | --------------------- | -------------------------------------------- | -------------------------------------- | ----------------- | ----- | ----- | -------------------------- | --------------------------------------------------------------- |
| Sconfitta   | 15-10 (1) | Jennifer Maia         | Decisione (unanime)                          | UFC 264: Poirier vs. McGregor 3        | 10 luglio 2021    | 3     | 5:00  | Las Vegas, Stati Uniti     |                                                                 |
| Sconfitta   | 15-9 (1)  | Joanne Calderwood     | Decisione (unanime)                          | UFC 247: Poirier vs. McGregor 2        | 24 gennaio 2021   | 3     | 5:00  | Abu Dhabi, Emirati Arabi   |                                                                 |
| Sconfitta   | 15-8 (1)  | Cynthia Calvillo      | Decisione (unanime)                          | UFC on ESPN: Eye vs. Calvillo          | 13 giugno 2020    | 5     | 5:00  | Las Vegas, Stati Uniti     | Incontro catchweight (126.25 lbs). Eye manca il taglio del peso |
| Vittoria    | 15-7 (1)  | Viviane Araújo        | Decisione (unanime)                          | UFC 245: Usman vs. Covington           | 14 dicembre 2019  | 3     | 5:00  | Las Vegas, Stati Uniti     | Incontro catchweight (131 lbs). Eye manca il taglio del peso    |
| Sconfitta   | 14-7 (1)  | Valentina Schevchenko | KO (calcio alla testa)                       | UFC 238: Cejudo vs. Moraes             | 8 giugno 2019     | 2     | 0:26  | Chicago, Stati Uniti       | Per il titolo femminile dei pesi mosca UFC                      |
| Vittoria    | 14-6 (1)  | Katlyn Chookagian     | Decisione (non unanime)                      | UFC 231: Holloway vs. Ortega           | 8 dicembre 2018   | 3     | 5:00  | Toronto, Canada            |                                                                 |
| Vittoria    | 13-6 (1)  | Jessica-Rose Clark    | Decisione (unanime)                          | UFC Fight Night: Cowboy vs. Edwards    | 23 giugno 2018    | 3     | 5:00  | Kallang, Singapore         |                                                                 |
| Vittoria    | 12-6 (1)  | Kalindra Faria        | Decisione (non unanime)                      | UFC Fight Night: Stephens vs. Choi     | 14 gennaio 2018   | 3     | 5:00  | St. Louis, Stati Uniti     | Ritorno ai pesi mosca                                           |
| Sconfitta   | 11-6 (1)  | Bethe Correia         | Decisione (non unanime)                      | UFC 203: Miocic vs. Overeem            | 10 settembre 2016 | 3     | 5:00  | Cleveland, Stati Uniti     |                                                                 |
| Sconfitta   | 11-5 (1)  | Sara McMann           | Decisione (unanime)                          | UFC Fight Night: Almeida vs. Garbrandt | 29 maggio 2016    | 3     | 5:00  | Las Vegas, Stati Uniti     |                                                                 |
| Sconfitta   | 11-4 (1)  | Julianna Peña         | Decisione (unanime)                          | UFC 192: Cormier vs. Gustafsson        | 3 ottobre 2015    | 3     | 5:00  | Houston, Stati Uniti       |                                                                 |
| Sconfitta   | 11-3 (1)  | Miesha Tate           | Decisione (unanime)                          | UFC on Fox: Dillashaw vs. Barão 2      | 25 luglio 2015    | 3     | 5:00  | Chicago, Stati Uniti       | Eliminatoria per il titolo dei Pesi Gallo UFC                   |
| Vittoria    | 11-2 (1)  | Leslie Smith          | KO Tecnico (stop medico)                     | UFC 180: Werdum vs. Hunt               | 15 novembre 2014  | 2     | 1:30  | Città del Messico, Messico |                                                                 |
| Sconfitta   | 10-2 (1)  | Alexis Davis          | Decisione (non unanime)                      | UFC 170: Rousey vs. McMann             | 22 febbraio 2014  | 3     | 5:00  | Las Vegas, Stati Uniti     |                                                                 |
| No Decision | 10–1 (1)  | Sarah Kaufman         | No Decision (marijuana)                      | UFC 166: Velasquez vs. Dos Santos 3    | 19 ottobre 2013   | 3     | 5:00  | Houston, Stati Uniti       | Debutto in UFC, Pesi Gallo                                      |
| Vittoria    | 10–1      | Carina Damm           | Decisione (unanime)                          | NAAFS: Fight Night in the Flats 9      | 1º giugno 2013    | 3     | 5:00  | Cleveland, Stati Uniti     |                                                                 |
| Vittoria    | 9–1       | Zoila Frausto Gurgel  | Sottomissione tecnica (triangolo di braccio) | Bellator LXXXIII                       | 7 dicembre 2012   | 1     | 0:58  | Atlantic City, Stati Uniti |                                                                 |
| Vittoria    | 8–1       | Angela Magaña         | Decisione (unanime)                          | NAAFS: Rock N Rumble 6                 | 17 agosto 2012    | 3     | 5:00  | Cleveland, Stati Uniti     |                                                                 |
| Vittoria    | 7–1       | Anita Rodriguez       | Decisione (unanime)                          | Bellator LXVI                          | 20 aprile 2012    | 3     | 5:00  | Cleveland, Stati Uniti     |                                                                 |
| Vittoria    | 6–1       | Kelly Warren          | Decisione (unanime)                          | NAAFS: Caged Vengeance 10              | 18 febbraio 2012  | 3     | 5:00  | Cleveland, Stati Uniti     |                                                                 |
| Vittoria    | 5–1       | Jennifer Scott        | Decisione (unanime)                          | NAAFS: Night of Champions 2011         | 23 novembre 2011  | 3     | 5:00  | Canton, Stati Uniti        |                                                                 |
| Vittoria    | 4–1       | Casey Noland          | Decisione (non unanime)                      | Bellator LI                            | 24 settembre 2011 | 3     | 5:00  | Canton, Stati Uniti        | Debutto in Bellator                                             |
| Sconfitta   | 3–1       | Aisling Daly          | Sottomissione (rear naked choke)             | NAAFS: Fight Night in the Flats 7      | 4 giugno 2011     | 2     | 4:00  | Cleveland, Stati Uniti     | Per il titolo dei Pesi Mosca NAAFS                              |
| Vittoria    | 3–0       | Ashley Nee            | KO Tecnico (pugni)                           | Ring of Combat 34                      | 4 febbraio 2011   | 1     | 4:34  | Atlantic City, Stati Uniti | Vince il titolo dei Pesi Mosca ROC                              |
| Vittoria    | 2–0       | Marissa Caldwell      | Decisione (unanime)                          | NAAFS: Eve of Destruction 1            | 18 settembre 2010 | 3     | 5:00  | Akron, Stati Uniti         |                                                                 |
| Vittoria    | 1–0       | Amanda LaVoy          | KO Tecnico (gomitate)                        | NAAFS: Fight Night in the Flats 6      | 5 giugno 2010     | 2     | 3:18  | Cleveland, Stati Uniti     |                                                                 |
| Vittoria    | NU        | Marie Colangelo       | Decisione (unanime)                          | NAAFS: Night of Champions 2009         | 5 dicembre 2009   | 3     | 3:00  | Cleveland, Stati Uniti     | Vince il titolo nazionale dilettanti NAAFS                      |
| Vittoria    | NU        | Marcia May            | Sottomissione (ghigliottina)                 | NAAFS: Caged Fury 7                    | 9 ottobre 2009    | 1     | 1:29  | Cleveland, Stati Uniti     |                                                                 |
| Vittoria    | NU        | Amy Kurrelmeyer       | KO Tecnico (pugni)                           | NAAFS: Fight Night in the Flats 5      | 6 giugno 2009     | 1     | 0:48  | Cleveland, Stati Uniti     |                                                                 |
| Vittoria    | NU        | Barb Honchak          | Decisione (non unanime)                      | NAAFS: Night of Champions 2008         | 6 dicembre 2008   | 3     | 3:00  | Cleveland, Stati Uniti     |                                                                 |
| Vittoria    | NU        | Kari Ricker           | KO Tecnico (pugni)                           | NAAFS: Fight Night in the Flats 4      | 7 giugno 2008     | 3     | 1:53  | Cleveland, Stati Uniti     |                                                                 |